# Rio Dobra (Caraș)
O Rio Dobra é um rio da Romênia, afluente do Lişava, localizado no distrito de Caraş-Severin.